# Prins Carl Gustafs Stiftelse
Prins Carl Gustafs Stiftelse är en kunglig stiftelse, grundad 1976 och har som ändamål att främja välgörande, sociala, konstnärliga, idrottsliga och andra kulturella eller allmännyttiga ändamål. I stiftelsens styrelse har man beslutat att sätta prioritet på barn- och ungdomsverksamhet, så som läger, skolresor, studieresor med mera, med fokus på funktionshindrade barn. Varje år får stiftelsen in omkring 800 ansökningar och cirka 1/4 av dessa beviljas, totalt betalas cirka 3 miljoner kronor ut i bidrag.